# Idiotropiscis
Idiotropiscis es un género de syngnathinae que es endémico de Australia. Son comúnmente llamados Caballos-pipa pigmeos[cita requerida] debido a su pequeñísimo tamaño.

## Especies
Actualmente hay tres especies reconocidas en este género:

- Idiotropiscis australe (Waite & Hale, 1921) (Caballo-pipa pequeño del sur)[2]
- Idiotropiscis larsonae (C. E. Dawson, 1984) (Caballo-pipa pigmeo de Helen)[3]
- Idiotropiscis lumnitzeri Kuiter, 2004 (Caballo-pipa pigmeo de Sídney)[4]